# Süßbier
Als Süßbier oder Malzbier bezeichnet man allgemein ein dunkles obergäriges Nährbier mit wenig Bitterstoffen. Mit Ausnahme von Bayern und Baden-Württemberg ist die Zugabe von Zucker, Zuckersirup und Zuckercouleur zulässig.

## Herstellung
Die Biere werden mit einer Stammwürze von 7 bis 8 Grad Plato eingebraut. Nach der Filtrierung wird es mit soviel Zucker versetzt, dass der Stammwürzegehalt auf ca. 12 Grad Plato steigt.
Für die Malzschüttung werden verschiedene Malze verwendet, hauptsächlich ist dies dunkles Malz, dem evtl. dunkles Karamellmalz zugegeben wird. Der Rest ist helles Malz. Die Zugabe von Sauermalz ist zulässig, um den erwünschten pH-Wert des Brausuds von 4,5 bis 4,9 zu erreichen.

## Alkoholgehalt
Beim Malzbier wird die Hefe bei ungefähr 10 °C zugegeben. Es kommt nur zu einer geringen alkoholischen Gärung und es entsteht nur wenig Alkohol. Der Alkoholgehalt liegt bei alkoholarmem Malzbier bei 1,5 % Vol., alkoholfreie Biere enthalten weniger als 0,5 % Vol.

## Süßbier-Krieg
Bis in die 1950er Jahre sprach man in der Bundesrepublik Deutschland allgemein von Malzbier. Einem Urteil des Bundesgerichtshofs aus dem Jahr 1958 folgend, darf Malzbier mit Zuckerzusatz in Deutschland nicht als Bier bezeichnet werden, so dass es seitdem unter Namen wie Malztrunk o. ä. gehandelt wird. Bekannte Marken sind Vitamalz und Karamalz. Entgegen dieser Rechtslage wird umgangssprachlich der Begriff Malzbier weiterhin verwendet. In der DDR wurde bis 1990 Malzbier als solches produziert und verkauft, unter anderem in der Variante des untergärigen Doppelcaramel.